# Отомо-но Якамоти
Отомо-но Якамоти (716—785) — японский поэт. Сын Отомо-но Табито, зять поэтессы Отомо Саканоэ; послания жене, старшей дочери Саканоэ, числятся в ряду его лучших произведений. Кодификатор и собиратель японской поэзии вака. Сыграл решающую роль в составлении императорской антологии «Манъёсю». В антологии ему принадлежит 46 нагаута и 480 танка. Служил при дворе чиновником, занимал довольно высокие должности, однако был сослан по подозрению в государственной измене и участии в убийстве главного архитектора новой столицы Нагаокакё Фудзивара-но Танэцугу. Посмертно лишён всех званий. Восстановлен в правах лишь в 897 году.